# Neritoidea
Neritoidea is een superfamilie van weekdieren uit de klasse van de Gastropoda (slakken).

## Families
- † Cortinellidae Bandel, 2000
- † Neridomidae Bandel, 2008
- † Neritariidae Wenz, 1938
- Neritidae Rafinesque, 1815
- † Otostomidae Bandel, 2008
- † Parvulatopsidae Gründel, Keupp & Lang, 2015
- Phenacolepadidae Pilsbry, 1895
- † Pileolidae Bandel, Gründel & Maxwell, 2000

### Synoniemen
- † Protoneritidae Kittl, 1899 => Neritinae Rafinesque, 1815
- Scutellidae Angas, 1871 => Phenacolepadidae Pilsbry, 1895
- Scutellinidae Dall, 1889 => Phenacolepadidae Pilsbry, 1895
- Shinkailepadidae Okutani, Saito & Hashimoto, 1989 => Shinkailepadinae Okutani, Saito & Hashimoto, 1989